# Francis Rex Parrington
Francis Rex Parrington (Bromborough, 20 februari 1905 - Surrey, 17 april 1981) was een Britse paleontoloog van gewervelde dieren en vergelijkend anatoom aan de Universiteit van Cambridge. Als Fellow van de Royal Society was hij directeur van het Cambridge University Museum of Zoology en voormalig voorzitter van de afdeling zoölogie van de British Association for the Advancement of Science. 

## Biografie

### Jeugd
Francis Rex Parrington werd geboren op 20 februari 1905 in Bromborough bij Neston in Cheshire, de jongste van drie kinderen van brouwerij-eigenaar Frank Harding Parrington en zijn vrouw Bessie Harding. Na de dood van zijn vader in 1907 hertrouwde zijn moeder en groeide 'Rex' Parrington op in het centrum van Liverpool, waar zijn stiefvader huisarts was. Zijn interesse in natuurlijke historie ontwikkelde zich in de kindertijd en hij verzamelde wilde bloemen, kevers en fossielen. In 1920 verhuisde zijn familie naar Noord-Wales, waar hij vrijelijk zijn interesses in de natuurlijke wereld kon ontdekken. Hij werd opgeleid aan de Merchant Taylors' School in Crosby en aan het Liverpool College. In 1924 ging hij naar het Sidney Sussex College in Cambridge, waar hij natuurwetenschappen studeerde en werd begeleid door Clive Forster-Cooper, directeur van het Cambridge University Museum of Zoology.

### Carrière
In 1927 werd Parrington assistent van de directeur van het Cambridge University Museum of Zoology, waar hij meer dan 43 jaar zou werken. Tijdens de jaren 1930 was hij betrokken bij een aantal paleontologische expedities; naar Ruhuhu en Tendaguru, Tanganyika Territory (Tanzania) om fossielen uit het Midden-Trias te verzamelen en naar Schotland om exemplaren van paleozoïsche vissen te verzamelen in Achanarras. De Afrikaanse exemplaren die door Parrington zijn verzameld, zijn wetenschappelijk significant, omdat ze kritieke stadia in de evolutie van gewervelde dieren vertegenwoordigen, waaronder diversificatie van synapsiden, de evolutie van het gehoor bij zoogdieren en reptielen, en vroege archosauriërs.
In 1938 werd Parrington docent zoölogie en werd benoemd tot directeur van het Cambridge University Museum of Zoology. In 1958 werd hij doctor in de wetenschappen aan de Universiteit van Cambridge; in 1962 werd hij verkozen tot Fellow van de Royal Society; in 1963 werd hij benoemd tot Reader in Vertebrate Zoology. Hij was voorzitter van de afdeling zoölogie van de British Association for the Advancement of Science en in 1972 werd hij verkozen tot erelid van de Society of Vertebrate Paleontology.

## Nyasasaurus parringtoni
Tijdens zijn expedities naar de Manda-bedden van het Midden-Trias van Tanzania in de jaren 1930, ontdekte Parrington het vroegst bekende dinosauriër of dinosauriform reptiel Nyasasaurus parringtoni, daterend van 243 miljoen jaar geleden. In de jaren 1950 begeleidde Parrington het proefschrift van Alan J. Charig, die onderzoek deed naar archosauriërs uit het Trias van Tanganyika. Nyasasaurus parringtoni werd in 2012 gepubliceerd door Sterling Nesbitt, een paleontoloog aan de Universiteit van Washington in Seattle en zijn collega's, en Charig werd postuum opgenomen als co-auteur.

## Overlijden
Parrington overleed in Surrey op 17 april 1981 op 76-jarige leeftijd.